# 坂本修一
坂本 修一（さかもと しゅういち、1979年6月14日 - ）は、BIPROGY（旧称日本ユニシス）の実業団バドミントン部元選手。現役引退後に男子チームの監督を務める。右利き。常総学院高等学校、筑波大学卒。身長176cm。
北京オリンピック2008バドミントン男子ダブルス日本代表。
趣味はスノーボード、映画鑑賞。プレースタイルは、脚力からくる安定したレシーブとずば抜けた攻撃力。後方からの強打を得意としている。

## 主な戦歴

### 国内試合
- 2001年
  - 全日本インカレ ダブルス優勝
- 2003年
  - 全日本社会人大会 ダブルス優勝、ミックスダブルス優勝
  - 全日本総合選手権大会 ダブルス第3位
- 2004年
  - 全日本社会人大会 ダブルス第3位
  - 全日本総合選手権大会 ダブルス準優勝
- 2005年
  - 全日本社会人大会 ダブルス第3位
  - 全日本総合選手権大会 ダブルス優勝(ペアは仲尾修一)
- 2006年
  - 全日本総合選手権大会 ダブルス優勝(ペアは池田信太郎)
- 2008年
  - 全日本総合選手権大会 ダブルス優勝(ペアは池田信太郎)

### 国際試合
- 2003年
  - スリランカサテライト ダブルス優勝
  - 世界選手権大会 ダブルス ベスト16
- 2004年
  - ニュージーランド国際 ダブルス優勝
  - 韓国オープン ダブルスベスト8
- 2005年
  - 中国マスターズ ダブルスベスト8
  - デンマークオープン ダブルス第3位(以降、ペアは池田信太郎)
- 2006年
  - 全英オープン出場
  - トマス杯（国別対抗世界選手権）日本代表　団体ベスト8
  - YONEX OPEN JAPAN　ダブルスベスト4
- 2007年
  - 世界選手権 ダブルス3位